# ناثان توماس
ناثان توماس (بالإنجليزية: Nathan Thomas)‏ (27 سبتمبر 1994 في المملكة المتحدة - ) هو لاعب كرة قدم بريطاني في مركز جناح ‏. لعب مع نادي بليموث أرجايل ونادي سندرلاند ونادي ماذرويل ونادي هارتلبول يونايتد ونادي مانسفيلد تاون وDarlington 1883 ‏.

## وصلات خارجية
- ناثان توماس على موقع قاعدة بيانات كرة القدم.إي يو (الإنجليزية)
- ناثان توماس على موقع Soccerbase.com (لاعب) (الإنجليزية)
- ناثان توماس على موقع Soccerway.com (الإنجليزية)